# Кайзерзеш
Кайзерзеш (нем. Kaisersesch) — город в Германии, в земле Рейнланд-Пфальц. 
Входит в состав района Кохем-Целль. Подчиняется управлению Кайзерзеш.  Население составляет 3034 человека (на 31 декабря 2009 года). Занимает площадь 8,18 км². Официальный код  —  07 1 35 045.